# Cataulacus catuvolcus
Cataulacus catuvolcus är en myrart som beskrevs av Bolton 1974. Cataulacus catuvolcus ingår i släktet Cataulacus och familjen myror. Inga underarter finns listade.